# 勒蒙-圣米歇尔
（法語發音：[lə mɔ̃ sɛ̃ miʃɛl]）是法國芒什省的一個市鎮，属于阿夫朗什区。同名潮汐島位於該市鎮內，是法國三個最多觀光客參觀的地方之一，每年有超過300萬的遊客，於1979年被聯合國教科文組織列入世界遺產。

## 地理
勒蒙-圣米歇尔（48°38'9"N, 1°30'37"W）面積3.97 平方千米，位于法国诺曼底大区芒什省，该省份为法国西北部沿海省份，西、北、东北三面环大西洋，东起顺时针与卡爾瓦多斯省、奧恩省、马耶讷省和伊勒-维莱讷省接壤。
與勒蒙-圣米歇尔接壤的市鎮（或舊市鎮、城區）包括：博瓦尔、蓬托尔松、蓬托尔松。
勒蒙-圣米歇尔的時區為UTC+01:00、UTC+02:00（夏令時）。

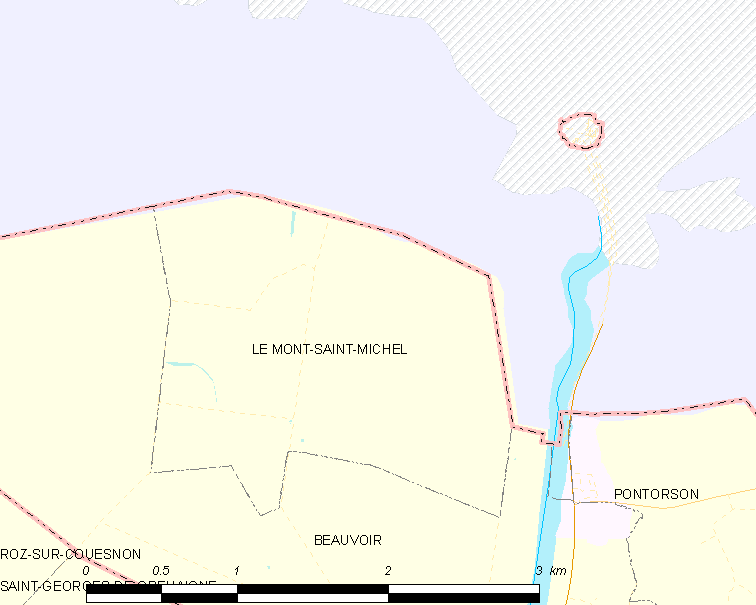
勒蒙-圣米歇尔的OSM定位圖

## 行政
勒蒙-圣米歇尔的郵遞區號為50170，INSEE市镇编码为50353。

## 政治
勒蒙-圣米歇尔所屬的省級選區為蓬托尔松县。

## 人口

1962-2008年间勒蒙-圣米歇尔人口变化图示

勒蒙-圣米歇尔于2022年1月1日时的人口数量为23人。